# ديفيد نيكول
ديفيد نيكول (بالإنجليزية: David Nicolle)‏ هو كاتب غير روائي ومؤرخ عسكري ومؤرخ بريطاني، ولد في 4 أبريل 1944 في لندن في المملكة المتحدة.